# Can Vallhonesta
Can Vallhonesta és una antiga masia situada al parc del Laberint d'Horta, al barri homònim de Barcelona, inclosa a l'Inventari del Patrimoni Arquitectònic de Catalunya.

## Història
Un pergamí del 1224 parla de la venda que un tal Pere Borrell feu en favor de Bartomeu de Vallhonesta, una casa sota la torre (es devia referir a la Torre Sobirana).
El 1791, la finca fou adquirida per Joan Antoni Desvalls i d'Ardena, marquès de Llupià i marquès consort d'Alfarràs per permuta amb Can Papanaps, propera a la torre.

## Descripció
La casa de planta i dos pisos, amb teulada a dues vessants, està enganxada a la part de darrere del palau, amb aspecte de masoveria, amb portal adovellat i coberta de terrat, amb balustrada, que hi ha a l'ala dreta del palau.